# 오멘: 저주의 시작
《오멘: 저주의 시작》(영어: The First Omen)은 미국에서 제작된 아카샤 스티븐슨 감독의 2024년 초자연 공포 영화이다. 1976년작 영화 《오멘》의 프리퀄이며, 오멘 영화 시리즈 여섯 번째 작품이다. 가톨릭교회 지시로 고아원에서 일하기 위해 로마에 온 미국인 예비 수녀가 적그리스도를 현세에 소환하려는 세력의 사악한 음모에 휩쓸린다. 넬 타이거 프리, 랠프 아인슨, 소냐 브라가, 빌 나이 등이 출연하였다. 평단으로부터 대체로 호평을 받았다.

## 줄거리
과거 어느 한 때. 브레넌 신부에게 가톨릭교회 내에 오컬트 관련 음모가 있다는 사실을 알린 해리스 신부는 직후 공사 현장에서 떨어진 파이프에 머리가 쪼개져 사망한다.
납의 시대가 한창인 1971년 로마. 극좌 세력이 시위하는 와중에 아직 수련을 받고 있는 미국인 마거릿이 비차르델리 고아원에 도착해 로런스 추기경, 게이브리얼 신부, 실바 수녀원장, 안젤리카 수녀, 같은 방을 쓰게 된 예비 수녀 루스와 만난다. 루스에게 권유를 받아 디스코에 간 마거릿은 파올로라는 남자와 춤을 추다가 정신을 잃고, 다음 날 아무 기억 없이 깨어난다.
마거릿은 고아 카를리타와 가까워지지만 브레넌 신부가 나타나 카를리타 주변에서 사악한 일들이 벌어질 거라고 경고한다. 이를 증거하듯 안젤리카 수녀가 카를리타와 함께 침대에 몸이 묶인 임신부 그림을 보다가 마거릿에게 입을 맞추더니 "전부 널 위해서야"라고 속삭인 뒤 몸에 불을 지르고 바로 목을 매달아 자살한다.
그날 밤 마거릿과 다시 만난 브레넌은 세속주의로 인해 교회가 힘을 잃자 교회 내 급진주의자들이 대중을 다시 교회에 돌아오게 만들려는 전략으로 카를리타를 모체로 삼아 적그리스도의 강림을 꾀하고 있다고 말한다.
고아원 소풍날 마거릿은 폭동에 휘말린 가운데 악마에게 만져지는 환각을 경험한다. 실바 수녀는 마거릿의 종신서원을 미루고, 마거릿에게 카를리타와 거리를 둘 것을 주문한다.
이후 마거릿은 길에서 파올로와 마주친다. 겁에 질린 파올로는 "표식"을 찾아보라고 한 뒤 트럭에 치여 사망한다. 마거릿은 실바 수녀 사무실에 몰래 들어가 숨겨진 지하 방에서 전부 "스키아나"(Scianna)로 분류돼있는 인물 파일들을 발견한다. 파일들은 전부 짐승의 숫자 666 표식을 몸에 지닌 기형 아기 사진을 포함하고 있으며, 카를리타가 그중 유일한 생존자이다.
카를리타의 입천장에서 666을 포착한 마거릿은 파일을 더 조사하다가 두피에 666을 지닌 아기 하나가 더 살아남았다는 걸 알게 된다. 곧 마거릿은 자신의 두피에서 666을 발견하고 디스코에 갔던 밤에 악마 의식에서 강제로 임신을 당했던 일을 떠올린다. 사탄이 적그리스도를 만들려면 자손과 근친상간을 해야만 하는데, 카를리타는 나이가 너무 어리기에 음모 세력이 마거릿을 로마로 불렀던 것이다. 마거릿은 적그리스도 탄생을 막기 위해 낙태를 하려 하지만 갑자기 배가 급격히 부풀고, 마거릿은 병원 침대에 묶인 채로 깨어난다.
이런 마거릿을 맞이하는 건 이 음모를 주도한 로런스 추기경. 마거릿은 딸, 아들을 하나씩 낳고, 그중 아들이 적그리스도로 추앙받는다. 마거릿은 로런스를 찌르지만 차마 아들을 해치지는 못한다. 한패거리임이 드러난 루스가 마거릿을 찌른 뒤 가담자들은 마거릿과 사탄 사이에서 태어난 아들을 안고 떠나며 방에 불을 지른다. 그러나 카를리타가 마거릿과 딸을 구출하고, 마거릿은 불길 속에서 자신을 강간했던 자칼 형상을 본다.
마거릿의 아들은 아내 캐서린이 사산한 아기를 비밀리에 대신하기 위해 미국인 외교관 로버트 손이 넘겨받는다. 몇 년 후 카를리타, 딸과 함께 살고 있는 마거릿을 브레넌 신부가 방문해 음모자들이 마거릿을 찾고 있다고 귀띔하고, 아들 이름은 현재 데이미언(Damien)이라고 알려준다.

## 출연
- 넬 타이거 프리 - 마거릿 데이노 역
- 랠프 아인슨 - 브레넌 신부 역
- 소냐 브라가 - 실바 수녀 역
- 타우픽 바롬 - 게이브리얼 신부 역
- 빌 나이 - 로런스 추기경 역
- 찰스 댄스 - 해리스 신부 역
- 레이철 허드우드 - 캐서린 손 역
- 마리아 카발레로 - 로즈 역
- 니콜 소라스 - 카를리타 역
- 안드레아 아르칸젤리 - 파올로 역
- 이슈타르 커리 윌슨 - 안젤리카 역

## 반응
같은 해 비슷한 시기에 시드니 스위니가 수녀로 등장하는 공포 영화 《이매큘레이트》가 개봉하면서 함께 묶여 쌍둥이 영화(twin movies)로 지칭되었다. 두 영화는 "여성의 몸을 아기를 담는 그릇으로 격하하는 조직적인 통제"를 묘사하며 여성의 신체통합권(bodily integrity)을 주제로 다룬다는 공통점을 지닌다.

## 기타
- 영화에 보니 M.의 대표곡 중 하나인 〈Daddy Cool〉이 삽입되었는데, 실제 이 곡은 영화의 시간적 배경인 1971년에서 5년 뒤인 1976년에 발매되었다.